# Jezioro Łąkie (gmina Pełczyce)
Jezioro Łąkie (Łąka, Sławno) (niem. Lunk See) – jezioro rynnowe w Polsce, położone w województwie zachodniopomorskim, w powiecie choszczeńskim, w gminie Pełczyce, w granicach administracyjnych miasta Pełczyce.
Według regionalizacji fizycznogeograficznej Polski akwen leży na Pojezierzu Choszczeńskim.
Na Mapie Podziału Hydrograficznego Polski nosi nazwę Jez. Sławno i ma identyfikator 198663.